# Tournoi World Cup de l'Ile de Margarita
Le Tournoi World Cup de l'île de Margarita est une compétition de judo organisée au Venezuela par la PJC (Panamerican Judo Confederation) et faisant partie de la Coupe du monde de judo masculine et féminine. Elle s'est déroulée en juin 2010 sur l'île de Margarita et en juillet 2011 à Puerto La Cruz.

## Palmarès Hommes

### Poids super-légers (-60 kg)
| Épreuves | Or                  | Argent             | Bronze                                       |
| -------- | ------------------- | ------------------ | -------------------------------------------- |
| 2010     | Javier Guedez (VEN) | Ronny Blanco (VEN) | Nick Kossor (USA) Juan Miguel Postigos (PER) |
| 2011     | Javier Guedez (VEN) | Breno Alves (BRA)  | Ludovic Chammartin (SUI) Diego Santos (BRA)  |

### Poids mi-légers (-66 kg)
| Épreuves | Or                       | Argent                 | Bronze                                        |
| -------- | ------------------------ | ---------------------- | --------------------------------------------- |
| 2010     | Ricardo Valderrama (VEN) | Bradford Bolen (USA)   | Sergio Poll (VEN) Luiz Revite (BRA)           |
| 2011     | Alonso Wong (PER)        | Alejandro Zuniga (CHI) | Bradford Bolen (USA) Ricardo Valderrama (VEN) |

### Poids légers (-73 kg)
| Épreuves | Or                   | Argent                      | Bronze                                          |
| -------- | -------------------- | --------------------------- | ----------------------------------------------- |
| 2010     | Nick Delpopolo (USA) | Ludwing Ortíz (VEN)         | Emmanuel Kojo Nartey (GHA) Michael Eldred (USA) |
| 2011     | Tomasz Adamiec (POL) | Krzysztof Wilkomirski (POL) | Peter Scharinger (AUT) Nicholas Tritton (CAN)   |

### Poids moyens (-90 kg)
| Épreuves | Or                  | Argent                 | Bronze                                        |
| -------- | ------------------- | ---------------------- | --------------------------------------------- |
| 2010     | Hector Campos (ARG) | Diego Rosati (ARG)     | Aaron Cohen (USA) Nelson Martinez (VEN)       |
| 2011     | Milan Randl (SVK)   | Aaron Hildebrand (GER) | Alexandre Emond (CAN) Krzysztof Weglarz (POL) |

### Poids mi-lourds (-100 kg)
| Épreuves | Or                     | Argent               | Bronze                                    |
| -------- | ---------------------- | -------------------- | ----------------------------------------- |
| 2010     | Cristian Schmidt (ARG) | Kyle Vashkulat (USA) | Shintaro Higashi (USA) Anthony Pena (VEN) |
| 2011     | Amel Mekic (BIH)       | Leonardo Leite (BRA) | Balint Farkas (HUN) Kyle Vashkulat (USA)  |

### Poids lourds (+100 kg)
| Épreuves | Or                        | Argent             | Bronze                                       |
| -------- | ------------------------- | ------------------ | -------------------------------------------- |
| 2010     | Anthony Turner (USA)      | Ramon Flores (MEX) | Orlando Baccino (ARG) Richard Diaz (VEN)     |
| 2011     | Grzegorz Eitel (en) (POL) | Matjaz Ceraj (SVN) | Orlando Baccino (ARG) Daniel Hernandes (BRA) |

## Palmarès Femmes

### Poids super-légers (-48 kg)
| Épreuves | Or                 | Argent               | Bronze                                 |
| -------- | ------------------ | -------------------- | -------------------------------------- |
| 2010     | Paula Pareto (ARG) | Dayaris Mestre (CUB) | Daniela Polzin (BRA) Diana Ortiz (VEN) |
| 2011     | Paula Pareto (ARG) | Taciana Lima (BRA)   | Birgit Ente (NED) Diana Ortiz (VEN)    |

### Poids mi-légers (-52 kg)
| Épreuves | Or                 | Argent                   | Bronze                                    |
| -------- | ------------------ | ------------------------ | ----------------------------------------- |
| 2010     | Yanet Bermoy (CUB) | Andressa Fernandes (BRA) | Yulieth Sanchez (COL) Raquel Silva (BRA)  |
| 2011     | Ilse Heylen (BEL)  | Petra Nareks (SVN)       | Marie Muller (LUX) Eleudis Valemtim (BRA) |

### Poids légers (-57 kg)
| Épreuves | Or                       | Argent              | Bronze                                  |
| -------- | ------------------------ | ------------------- | --------------------------------------- |
| 2010     | Yurisleidy Lupetey (CUB) | Marti Malloy (USA)  | Yadinis Amaris (COL) Anna Palmer (USA)  |
| 2011     | Marlen Hein (GER)        | Rafaela Silva (BRA) | Hedvig Karakas (HUN) Marti Malloy (USA) |

### Poids mi-moyens (-63 kg)
| Épreuves | Or                      | Argent              | Bronze                                         |
| -------- | ----------------------- | ------------------- | ---------------------------------------------- |
| 2010     | Yaritza Abel (CUB)      | Diana Velasco (COL) | Isis Barreto (VEN) Camila Minakawa (BRA)       |
| 2011     | Marijana Miskovic (CRO) | Eszter Gaspar (HUN) | Danielli Barbosa (BRA) Amanda Cavalcante (BRA) |

### Poids moyens (-70 kg)
| Épreuves | Or                       | Argent                 | Bronze                                          |
| -------- | ------------------------ | ---------------------- | ----------------------------------------------- |
| 2010     | Onix Cortés Aldama (CUB) | María Pérez Diaz (PUR) | Kathleen Sell (USA) Glaucia Silva de Lima (BRA) |
| 2011     | Yuri Alvear (COL)        | Katarzyna Klys (POL)   | Nadia Merli (BRA) María Pérez Diaz (PUR)        |

### Poids mi-lourds (-78 kg)
| Épreuves | Or                   | Argent                  | Bronze                                           |
| -------- | -------------------- | ----------------------- | ------------------------------------------------ |
| 2010     | Kayla Harrison (USA) | Yalennis Castillo (CUB) | Marylise Lévesque (CAN) Kaliema Antomarchi (CUB) |
| 2011     | Amy Cotton (CAN)     | Kayla Harrison (USA)    | Anny Cortes (COL) Marylise Lévesque (CAN)        |

### Poids lourds (+78 kg)
| Épreuves | Or                         | Argent                 | Bronze                                       |
| -------- | -------------------------- | ---------------------- | -------------------------------------------- |
| 2010     | Idalis Ortiz Boucurt (CUB) | Vanessa Zambotti (MEX) | Giovanna Blanco (VEN) Rochele Nunes (BRA)    |
| 2011     | Vanessa Zambotti (MEX)     | Melissa Mojica (PUR)   | Giovanna Blanco (VEN) Claudirene Cezar (BRA) |